# Anna Ermakova

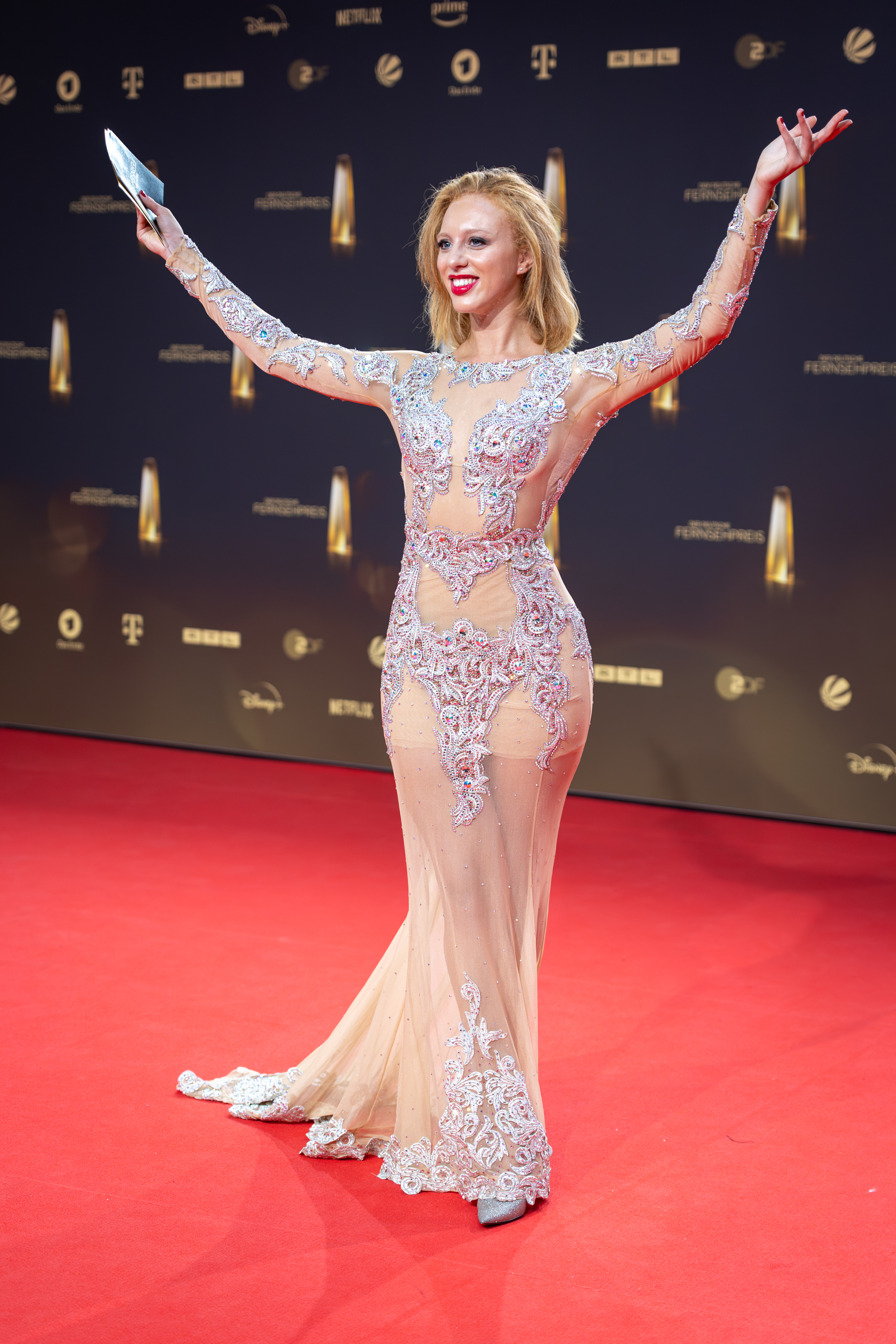
Anna Ermakova (2023)

Anna Ermakova (* 22. März 2000 in London) ist ein britisches Model und eine Sängerin.

## Eltern
Anna Ermakova wurde 2000 in London geboren. Ihr Vater ist der frühere deutsche Tennisspieler Boris Becker. Ihre Mutter, Angela Ermakova (* 1968, russisch Анжела Ермакова), entstammt der Beziehung einer Russin mit einem Nigerianer. Becker hatte eine Affäre mit Ermakova zunächst geleugnet, nach einem Vaterschaftstest jedoch 2001 bestätigt.

## Werdegang
Ermakova verbrachte ihre Kindheit bei ihrer Mutter in London und besuchte dort ein Privatgymnasium. Anschließend studierte sie Kunstgeschichte am Courtauld Institute of Art.
Als Elfjährige inspirierte sie eine Ausgabe der Vogue zu einer Modelkarriere, die sie mit 14 zu einem ersten Auftritt auf der Berlin Fashion Week führte. 2017 wurde sie vom britischen Modemagazin You für eine Coverstory fotografiert. Bis 2018 stand sie in Ted Linows Agentur Mega Model unter Vertrag.
2023 wurde Ermakova an der Seite des Profitänzers Valentin Lusin Siegerin der 16. Staffel von Let’s Dance. Sie erzielten elfmal die Maximalwertung von 30 Punkten und damit einen neuen Rekord – bis dahin hatte es zehn höchste Punktzahlen für ein Paar gegeben.
Ab Januar 2024 war Ermakova Jurymitglied in der Castingshow Das Supertalent. Im selben Monat coverte sie den Song Behind Blue Eyes der Rockband The Who. Ihr dazugehöriges Musikvideo verzeichnete auf YouTube innerhalb von fünf Tagen über eine Million Abrufe, die bis Juni 2024 auf 1,8 Millionen anwuchsen. Danach coverte sie Son of a Preacher Man von Dusty Springfield, Somebody to Love von Jefferson Airplane und You Spin Me Round (Like a Record) von Dead or Alive.

## Privates
Im Februar 2023 erklärte sie in einem Interview, dass sie sich als deutsch, russisch und nigerianisch identifiziere, allerdings erst im Begriff sei, Deutsch zu erlernen. Ermakova spricht Englisch, Russisch und Französisch.

## Diskografie

### Studioalben
- 2024: Behind Blue Eyes

### Singles
- 2024: Behind Blue Eyes
- 2024: Son of a Preacher Man
- 2024: You Spin Me Round (Like a Record)
- 2024: Somebody to Love
- 2024: Somethin’ Stupid (mit Florian Silbereisen)
- 2024: Sweet Dreams (Are Made of This)
- 2024: Open Sea of Time